# Monte Forte
Monte Forte è una frazione del comune di Sassari situata nel territorio della Nurra, sub-regione storica della Sardegna nord occidentale, ad una altezza di 108 m s.l.m.
Contava 148 abitanti nel 1991  ed è situata lungo la strada che congiunge Sassari e l'Argentiera, la SP 18, ad una distanza rispettivamente di 27 e 14 km. Dista inoltre 1,5 km dalla frazione di La Corte.
L'economia si basa prevalentemente sul settore agricolo.
A circa due chilometri a sud della frazione, sull'omonimo monte, sono presenti i resti dell'antico castello di Monteforte di cui sono rimaste tracce delle fondamenta.

## Bibliografia

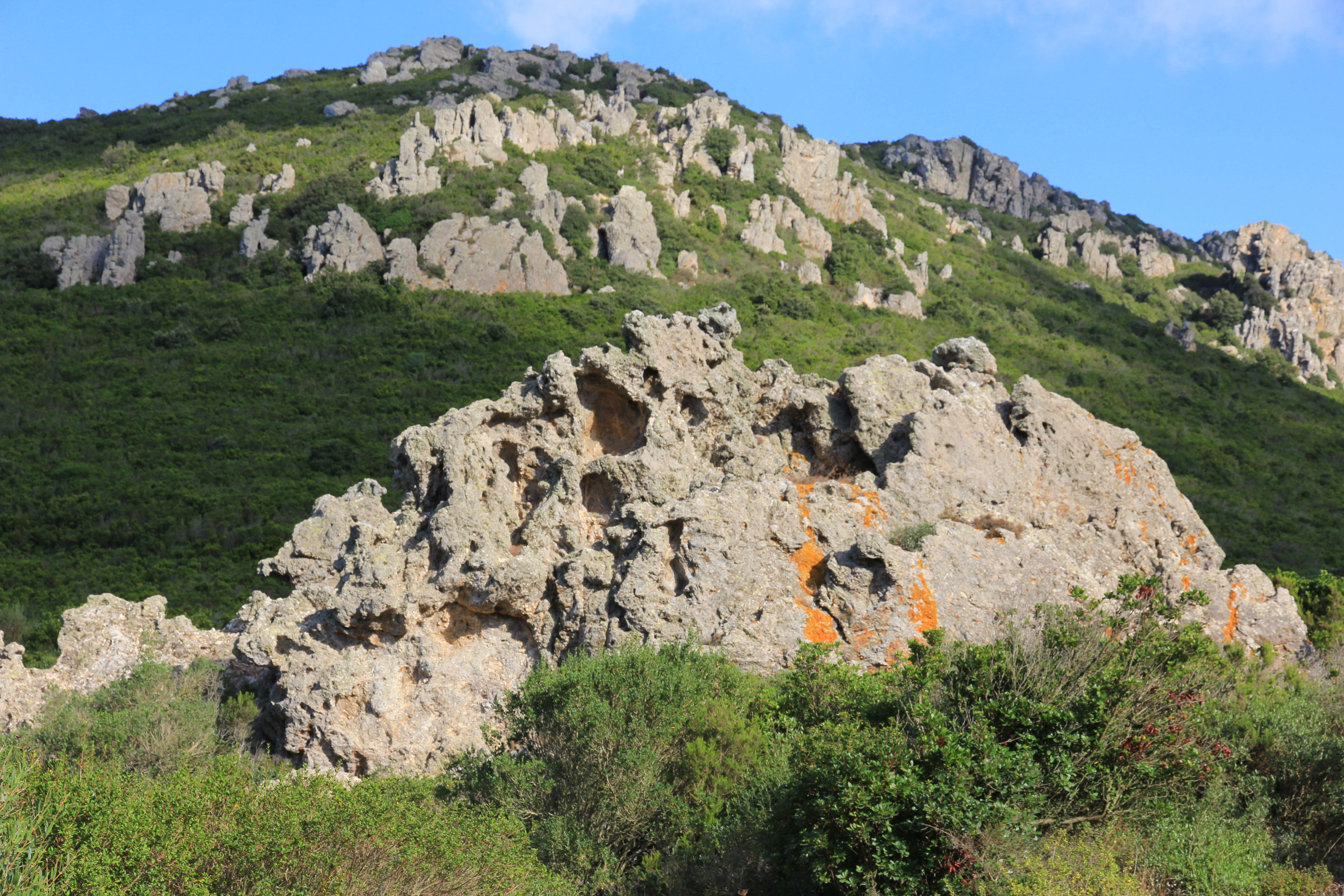
Veduta del monte Forte